# Озаніт
Озаніт (рос. озаннит; англ. osannite; нім. Osannit m) — мінерал, амфібол, за складом проміжний між рибекітом і арфведсонітом.

## Загальний опис
Хімічна формула: Na4 (K, Ca)0-1(Fe2+)6 (Fe3+)4[(OH)4|(Al, (Fe+)3)0-1Si15-16O44].
Склад у % (з лужних порід Цевадеса, ФРН): Na2O — 6,53; K2O — 0,85; CaO — 0,90; FeO — 20,38; Fe2O3 — 16,52; Al2O3 — 0,97; SiO2 — 49,55; H2O — 1,85. Домішки: MnO (1,30); TiO2 (0,34); Mg (0,16). Сингонія моноклінна.
Від рибекіту відрізняється оптичним орієнтуванням.
Зустрічається в лужних вивержених породах. Рідкісний. За прізвищем німецького петрографа А. Озанна (A. Osann), C. Hlawasch, 1906.